# Macafame
Il macafame (anche chiamato maccafame) è una preparazione solitamente dolce tipica della zona di Vicenza a base di ingredienti “poveri” come pane, latte, uova e miele.
Come il nome stesso fa intuire "ammacca la fame" perché una fetta è più che sufficiente per una colazione o un corposo spuntino.
Cotto nelle stufe delle case contadine e venduto nelle osterie, il dolce nasce principalmente dall'esigenza di un ambiente rurale povero di utilizzare gli avanzi al meglio, ed è preparato in numerose varianti: si possono aggiungere svariati ingredienti come ad esempio uvetta, mandorle, nocciole, pinoli o gocce di cioccolata.